# 米尔卡·普拉宁茨
米尔卡·普拉宁茨（1924年11月21日—2010年10月7日），克罗地亚族，克罗地亚共产主义者联盟中央委员会主席，克罗地亚总统，南斯拉夫共产主义者联盟中央主席团委员，南斯拉夫执行委员会主席（总理），是南斯拉夫历史上唯一一位女总理，被称为“南斯拉夫的‘铁娘子’”。

## 生平
1924年，出生于达尔马提亚的德尔尼什。
1930年，移居斯普利特。
1941年，入团。
1941年，德国入侵扶植建立傀儡政权，参加铁托领导的反法西斯人民解放运动。
1944年，入党，任第十一达尔马提亚突击旅连政治委员、南共德尔尼什县委委员。
1945年，被授予南斯拉夫人民解放军中尉军衔。后在德尔尼什县人民委员会和萨格勒布“伊莱克特拉”公司工作。
1947年，任克共联盟萨格勒布市Trešnjevka区委员会宣传鼓动部部长。
1954年，任克共联盟萨格勒布市委员会教导员、克共联盟萨格勒布市Trešnjevka区委员会政治书记。
1957年，任Trešnjevka区人民委员会主席。
1959年，为克共联盟中央委员。
1961年，任萨格勒布市人民防御、教育和文化局局长。
1963年，任萨格勒布市克共联盟委员会组织书记，克罗地亚教育和文化部长。
1965年，任克罗地亚议会教育、科学和文化委员会主席。
1966年，任克共联盟中央主席团委员。
1967年，兼任克罗地亚议会共和国院主席。
1968年，任克共联盟中央执行委员会委员。
1971年，任克共联盟中央委员会主席。12月，为南共联盟中央主席团委员。
1974年，为南共联盟中央委员、中央主席团委员。
1978年，为南共联盟中央主席团委员。
1982年，任南斯拉夫执行委员会主席。
1986年，届满卸任。
2010年，去世。